# Tridentella sculpturata
Tridentella sculpturata là một loài chân đều trong họ Tridentellidae. Loài này được Kussakin miêu tả khoa học năm 1955.